# سینمای جمهوری مقدونیه شمالی

پیش از باران (۱۹۹۴) ساخته میلچو مانچفسکی مهم‌ترین فیلم سینمای مدرن جمهوری مقدونیه شمالی

سینمای جمهوری مقدونیه شمالی به صنعت سینما، بدنه سینمایی و تولید مستقل و مشترک فیلم در این سرزمین اشاره دارد. جمهوری مقدونیه شمالی کشوری است در جنوب شرقی اروپا و شمال یونان. این جمهوری در سپتامبر ۱۹۹۱ از یوگسلاوی مستقل شد.

## پیشینه
اولین کارگردان‌های سینمای اولیه مقدونیه شمالی یاناکی و میلتون ماناکی بودند. نخستین تجربهٔ فیلم‌سازی این ۲ برادر، ساختِ فیلم مستند از ریسندگی و بافتنی مادربزرگ‌شان با عنوانِ بافنده (۱۹۰۵) به مدت ۶۰ ثانیه بود که نخستین فیلم ساخته‌شده در شبه‌جزیرهٔ بالکان محسوب می‌شود و با استفاده از یک دوربین ۳۵ میلیمتری، تصویربرداری شد.
فروزینا (۱۹۵۲) به نویسندگی ولادو مالسکی و کارگردانی وویسلاو نانوویچ اولین فیلم بلند تاریخ سینمای جمهوری مقدونیه شمالی است.

## سینمای مدرن
مشهورترین کارگردان این کشور میلچو مانچفسکی است. او با فیلم پیش از باران (۱۹۹۴) با بازی راده سربزیا و فیلیدا لاو جایزهٔ شیر طلایی جشنواره فیلم ونیز را از آنِ خود کرد. پیش از باران به عنوان اولین نماینده سینمای مقدونیه نامزد جایزه اسکار بهترین فیلم بین‌المللی در شصت و هفتمین دوره جوایز اسکار بود.
از دیگر فیلم‌های میلچو مانچفسکی، گرد و غبار (۲۰۰۱)، سایه‌ها (۲۰۰۷)، مادران (۲۰۱۰)، مون بیکینی(۲۰۱۷) و درخت بید(۲۰۱۹) قابل اشاره است.
از دیگر فیلم‌های مهم سینمای مدرن مقدونیه شمالی سرزمین عسل(۲۰۱۹) ساخته تامارا کوتوسکا و لوبومیر استفانو قابل اشاره است. سرزمین عسل دومین نماینده سینمای این کشور بود که نامزد کسب ۲ جایزه اسکار شد. این فیلم در در نود و دومین دوره جوایز اسکار در ۲ بخش بهترین فیلم خارجی‌زبان و بهترین مستند نامزد شده بود.

## آمار و ارقام
در حال حاضر در جمهوری مقدونیه شمالی ۱۸ سالن سینمای مدرن و فعال وجود دارد و سرانه تولید سالیانه فیلم بلند ۴ عدد است. جمعیت سینماروی این کشور نیز سالیانه حدود ۲۰۰ هزار نفر برآورد شده‌است.